# Fiat Cinquecento
Fiat Cinquecento (Tipul 170) este un autoturism hatchback urban cu motor amplasat în față și tracțiune față, având capacitatea de a transporta patru pasageri și având trei uși. Acesta a fost fabricat și comercializat de către Fiat într-o singură generație, între anii 1991 și 1998. Fabricația acestui model a avut loc la Fiat Auto Polonia, aceeași uzină care a produs și predecesorul său, Fiat 126.
Producția modelului Cinquecento a fost încheiată în anul 1998, odată cu lansarea modelului Fiat Seicento.

## Context

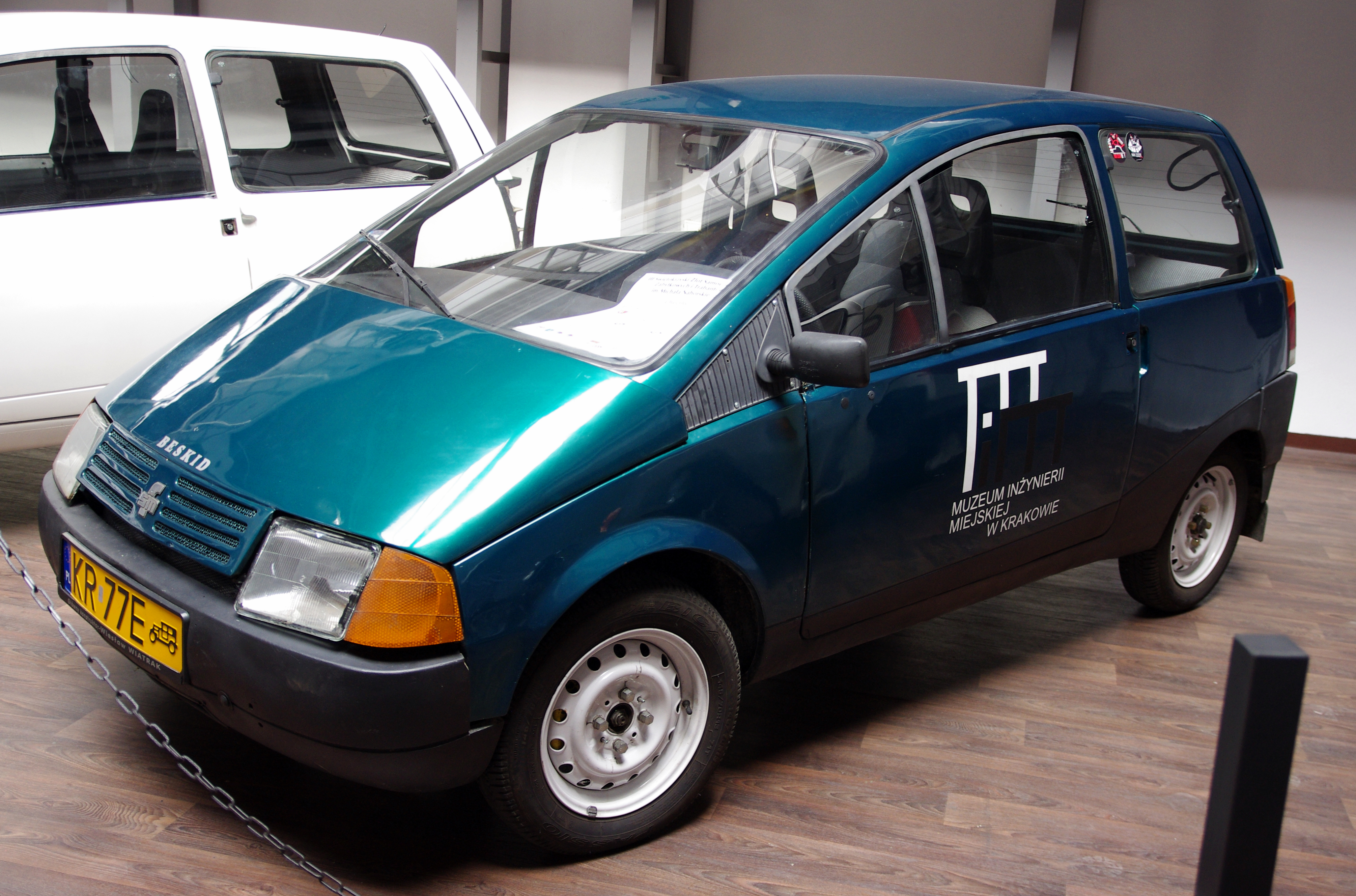
Unul dintre prototipurile Beskid 106 create în anii 1980 de FSM

Automobilul Fiat Cinquecento a fost proiectat de către designerul-arhitect Ermanno Cressoni în colaborare cu Antonio Piovano, în timp ce interiorul a fost conceput de Claudio Mottino și Giuseppe Bertolusso. Acesta a fost prima mașină produsă exclusiv în Polonia de către producătorul din Torino, la fabrica din Tychy, și a înlocuit modelul 126.
Originile modelului Cinquecento pot fi urmărite la începutul anilor 1980, când au început proiectele CNR (Centrul Național de Cercetare) pentru transport în scopul studierii unui vehicul super-economic. Din aceste proiecte au rezultat o serie de prototipuri, denumite inițial X1/72 până la X1/79, care au primit poreclele de Nuova Topolino și Micro din partea presei de specialitate. În același timp, FSM (Fabrica de Automobile din Polonia), care nu era încă complet integrată în grupul Fiat, colabora cu BOSMAL pentru dezvoltarea unui proiect pentru un automobil mic de ultimă generație, care a culminat cu conceptul Beskid 106. Achiziționarea FSM de către grupul auto italian a dus în cele din urmă la abandonarea acestui prototip în favoarea unui automobil care a preluat anumite concepte din seria X1/7 dezvoltată în anii anteriori. Astfel, până în 1993, mașinile produse în Polonia purtau marca FSM în loc de Fiat.
Cinquecento a fost o mașină deosebit de avansată din punct de vedere tehnic, prezentând o caroserie compactă și aerodinamică cu trei uși, motor și tracțiune față, suspensie cu roți independente, frâne pe disc în față, precum și opțiuni de echipare suplimentare, cum ar fi geamuri electrice, aer condiționat, corector de nivelare a farurilor, închidere centralizată, sistem de antifurt electronic, plafon panoramic și banchetă spate divizată. Cinquecento a fost de asemenea primul model Fiat care a adoptat noul logo dreptunghiular cu fundal albastru.

## Prima versiune (1991–1993)
La momentul lansării au fost disponibile două motoare: versiunea ED cu doi cilindri de 704 cm³ și versiunea de 903 cm³ din familia Fiat 100.

### Cinquecento ED
Prima serie a modelului Fiat Cinquecento ED (Economy Drive) a fost prezentată presei italiene la 15 decembrie 1991, alături de versiunea de 903 cm³ derivată din Fiat 127. Acest model a fost bine primit atât de către publicul italian, cât și de cel european, în ciuda motorului de capacitate redusă, performanțelor modeste și lipsei celei de-a cincea trepte de viteză. A fost apreciat în special pentru consumul redus de combustibil și costurile de exploatare scăzute. Din punct de vedere estetic, acesta avea bare de protecție din plastic negru și jante din oțel, spre deosebire de versiunea de 903 cm³ care avea montanți neintegrați care acopereau doar zona din jurul celor 4 șuruburi ale jantei. Oglinzile (una sau două, în funcție de opțiuni) și mânerele ușilor nu erau de culoarea caroseriei, la fel și capacul rezervorului de combustibil care, în prima serie până la începutul anului 1993, era rotund și fără clapetă.
Acest automobil, cu o greutate de aproximativ 675 kg, era propulsat de un motor cu doi cilindri (cod motor 170 A.000) în configurație linie, dar orizontală, derivat direct din motorul folosit în Fiat 126 Bis. Motorul era răcit cu apă și echipat cu un carburator Weber 30 cu două corpuri și o unitate de aprindere statică Nanoplex MED 210, generând o putere de 31 CP (23 kW) la 5.000 rpm, suficientă pentru a propulsa mașina în treapta a patra de viteză până la aproximativ 128 km/h. Sistemul de lubrifiere era cu lobi (va deveni mecanic în versiunile ulterioare), iar sistemul de răcire era lichid. Eșapamentul nu era catalitic în prima versiune, fiind actualizat în cea de-a doua serie. În ceea ce privește habitaclul, acesta era spațios și practic. Panoul de bord era în întregime negru în prima serie și gri în toate celelalte versiuni ulterioare (cu excepția versiunii Sporting). Nu exista o consolă centrală sau un torpedou, iar geamurile electrice erau opționale. Cu toate acestea, mașina dispunea de dezghețare pentru geamul din spate, ștergător pentru geamurile spate, centuri de siguranță reglabile și tetiere (doar în față, cele din spate fiind disponibile doar pe unele piețe externe, precum Polonia). Printre opțiunile disponibile se număra și un sistem de radio auto. Primul tablou de bord reprezenta o reproducere a celui folosit pe predecesorul său, Fiat 126 Bis.

### Cinquecento 903 cm³

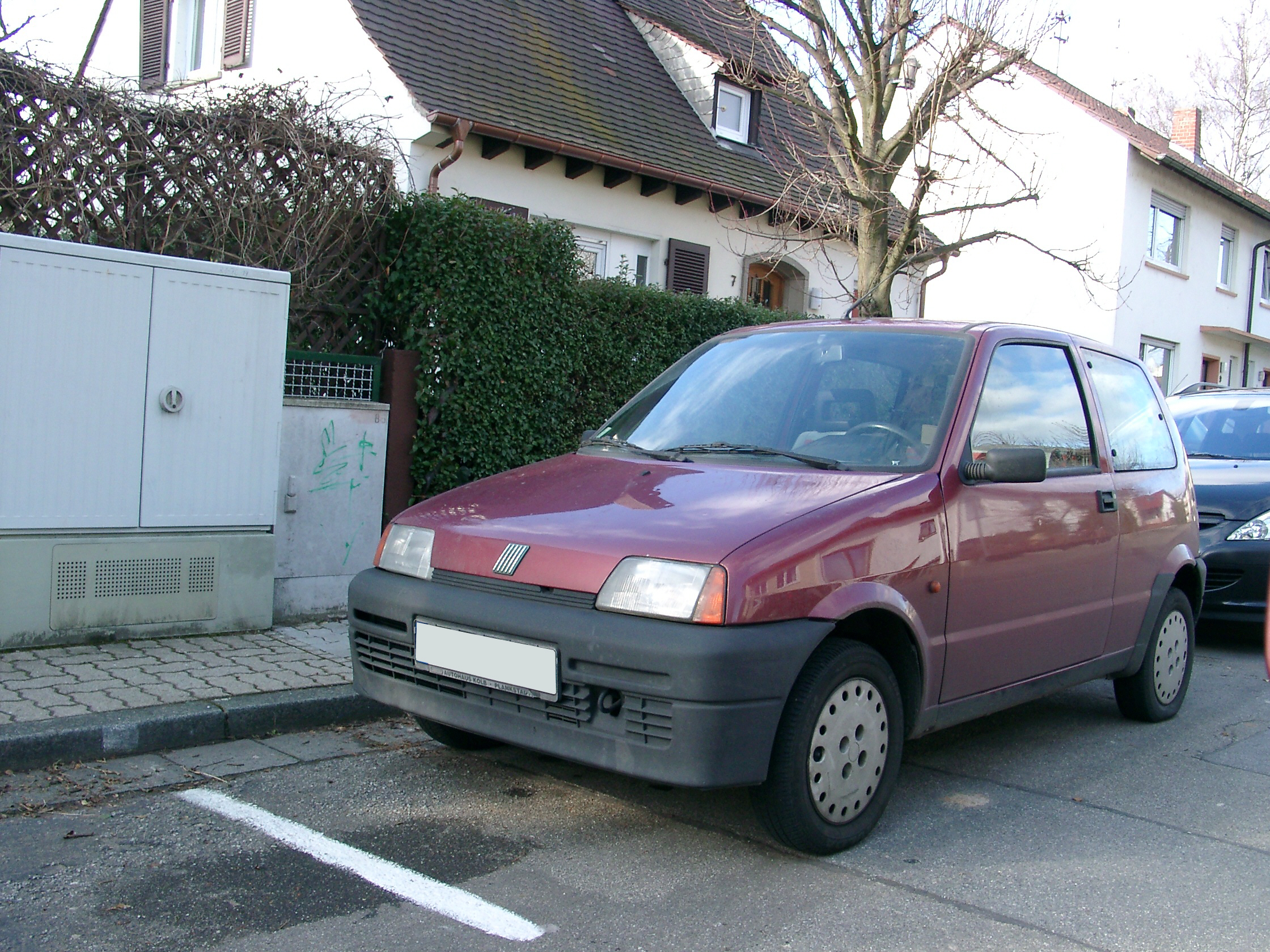
Fiat Cinquecento 903cm³

Versiunea cu motor de 903 cm³ și carburator a rămas pe piață pentru o perioadă scurtă de câteva luni în 1992, fiind ulterior înlocuită de versiunea cu injecție electronică și catalizator. În prezent, această versiune reprezintă cea mai rară variantă din întreaga serie Cinquecento, cu excepția versiunilor speciale ale modelului Sporting și a modelului propriu-zis de 903 cm³.
Versiunea de 903 cm³ (cod motor 170 A1.000), mai bogată în opțiuni standard decât varianta ED, era echipată cu un carburator Weber capabil să dezvolte o putere maximă de 30 kW (41 CP) la 5500 rpm. Această modificare aducea îmbunătățiri în accelerație și în viteza maximă, care atingea aproximativ 140 km/h. Consumul de carburant creștea ușor, dar în raport cu performanțele mai ridicate (în ciclul urban consumă mai puțin de 704 cm³).
Totuși, motorul de 903 cm³ cu carburator a fost înlocuit în curând de sistemul de injecție electronică SPI și de o reducere a cilindreei la 899 cm³, din motive ecologice și pentru a reduce taxele. Această variantă a devenit, de asemenea, baza tehnică pentru prima serie a noului model Seicento, lansat în 1998.

## A doua versiune (1993-1994)

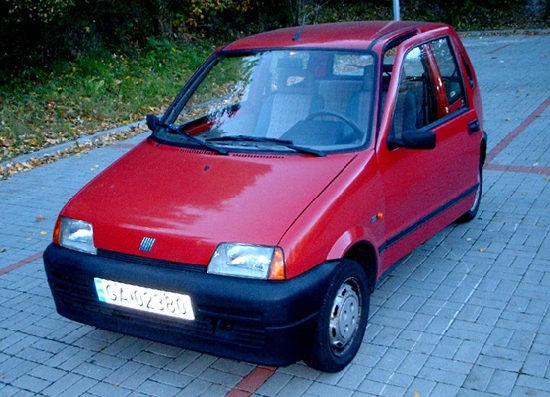
Fiat ED a doua versiune

Cea de-a doua serie a modelului Cinquecento beneficiază de o ușoară actualizare. Logo-ul Fiat de pe partea frontală este redus cu 30%, devenind mai mic. Capacul vizibil și inestetic al rezervorului de combustibil a fost eliminat și înlocuit cu o ușă de combustibil de culoarea caroseriei, similară celei de la versiunile de 903 cm³ și 899 cm³. Motorul și componentele accesorii ale versiunii ED rămân neschimbate, însă mașina este echipată cu un convertizor catalitic în conformitate cu standardele Euro 1. De asemenea, este alimentată de un nou carburator japonez Aisan controlat electronic și de o unitate de control a aprinderii statice Nanoplex MED 211. O nouă caracteristică introdusă ca dotare standard în prima serie este opțiunea de a avea geamuri spate transparente, fixe și încastrate.
La nivelul interiorului, se schimbă culoarea și designul planșei de bord, care devine complet gri deschis, cu o capotă detașabilă de culoare neagră. Scaunele prezintă două culori, pe care modelul de 704 cm³ le împarte cu varianta S a modelului de 899 cm³ și cu prima versiune Suite din 1993.
După anul 1992, panoul de instrumente suferă, de asemenea, o modificare, adoptând designul celor de la modelul de 903 cm³ și de la viitoarea variantă de 899 cm³ în versiunile Suite și SX.

### Cinquecento 899 cm³
Din 1993 până în 1997, versiunea de 899 cm³ (cod motor 1170 A1.046) a fost produsă într-un număr mare de unități în trei versiuni separate începând cu 1994.

#### Versiunea S
Principala caracteristică a acestei versiuni, care este împărtășită și de versiunile SX și Suite, este cutia de viteze sincronizată cu 5 trepte, care aduce un nivel mai mare de confort la volan, în special pe tronsoanele de autostradă.
Versiunea S vine echipată cu anvelope de dimensiuni mai mari, aceleași anvelope de bază care vor fi montate și pe versiunea Sporting, adică 155/65/R13. Aceste anvelope vor asigura o aderență mai bună la drum și performanțe generale mai ridicate.
Motorul este acum echipat cu sistemul de aprindere electronică „WEBER-MARELLI SPI-IAW”, care oferă o funcționare mai lină și costuri de exploatare mai reduse, deoarece toate aspectele sunt controlate de o unitate de control integrată. Performanțele motorului rămân neschimbate.
Printre dotările opționale standard se numără: cutie de viteze cu 5 trepte, capace de roți integrale, geamuri atermice, geamuri spate care pot fi deschise cu ajutorul unei busole, ceas digital și sistem de securitate antifurt cu tehnologie FIAT CODE (care lipsește în versiunea ED).
În ceea ce privește opțiunile cu plată, acestea includ:
- Jante din aliaj de 4''1/2.
- Geamuri electrice.
- Oglindă exterioară dreapta.
- Închidere centralizată.
- Nivelare a farurilor + faruri cu halogen.
- Pregătire pentru radio auto.
- Scaun spate divizat.
- Vopsea metalizată.
- Acoperiș cu deschidere manuală.
- Alarmă electronică.

La versiunea S, barele de protecție, mânerele ușilor și oglinzile exterioare nu sunt asortate la culoare. În ceea ce privește interiorul, panoul de instrumente nu include termometrul de apă (acesta a fost inclus într-o actualizare ulterioară din 1995 pentru întreaga gamă).
Culorile disponibile, începând cu 1994, au fost următoarele:
Pastel:
- 113 Racing Red
- 249 Alb
- 479 Blue Line
- 601 Negru

Metal:
- 368 Flag Green
- 487 Laser Blue
- 645 Trend Grey

#### Versiunea SX

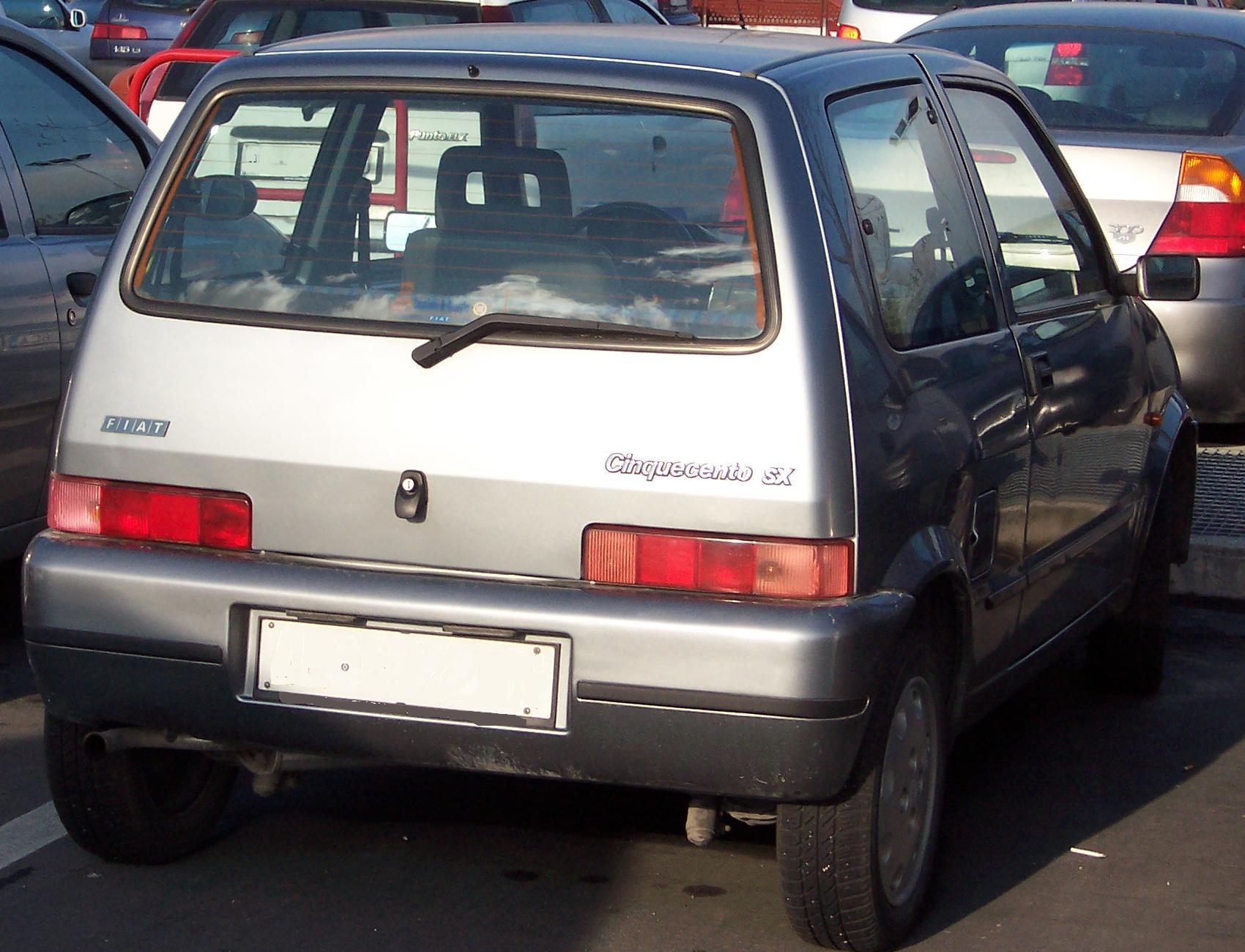
Fiat Cinquecento SX

Versiunea SX este mai bogată la exterior, având oglinzi retrovizoare și bare de protecție de culoarea caroseriei, cu benzi de protecție negre integrate. Farurile sunt fumurii, iar jantele au capace de roată integrate. La interior, se remarcă noua consolă centrală preluată direct de la echiparea Sporting, care include o manetă de viteze nouă cu 5 trepte și un set de căști din piele artificială. Alte dotări interioare includ un ceas digital, geamuri cu deschidere a compartimentului spate și geamuri electrice. Un alt detaliu comun cu modelele Suite, Sporting, Soleil și Hobby este culoarea uniformă roșie a blocurilor optice spate și săgețile luminoase față de culoare gri în loc de portocaliu.
Opțiunile cu plată sunt aceleași ca și în versiunea S, cu excepția închiderii centralizate, geamurilor electrice, oglinzii retrovizoare exterioare din dreapta și comenzii de deschidere a hayonului din interior. Culorile disponibile sunt, de asemenea, aceleași, cu excepția a două culori metalice adăugate:
- 176 Action Red
- 465 Bell Blue

#### Versiunea Suite
Suite este varianta cea mai echipată din gama de vehicule disponibile. Elementele de protecție, precum bara de protecție, mânerele ușilor și oglinzile retrovizoare, sunt vopsite în culoarea caroseriei, conferind mașinii un aspect colorat și atrăgător. O caracteristică remarcabilă, prezentă încă de la prima serie Suite în 1993, este sistemul de aer condiționat, opțiune rezervată în mod obișnuit mașinilor de categorie superioară. Tabloul de bord este similar cu cel al versiunii SX, iar deasupra butonului de acționare a ștergătorului de geamuri spate sunt amplasate cele două comenzi ale sistemului de aer condiționat. Opțiunile disponibile pe versiunea SX sunt, de asemenea, prezente, precum și același design al tapițeriei.
Începând cu anul 1995, airbag-ul lateral pentru șofer, împreună cu pretensionatoarele centurilor de siguranță din față, sistemul de preinstalare pentru radio auto și sistemul electronic de antifurt sunt disponibile opțional pe toate versiunile, cu excepția modelului ED, care a fost denumit Young în ultima sa existență.

## A treia versiune (1995-1998)
A treia serie, care reprezintă ultima cu un motor de 704 cm³, aduce o serie de actualizări generale pentru întreaga gamă. Planșa de bord rămâne neschimbată, dar modelele de țesături interioare se modifică. De asemenea, dimensiunea roților a crescut de la 4,0 la 4,5 inch.
Începând cu anul 1997, versiunea de bază a devenit Young, care se bucură de noul motor de 899 cm³, la fel ca și versiunile superioare, precum și de noi motive pentru tapițerie și noi culori de caroserie, cum ar fi fucsia și turcoaz. Tabloul de bord este simplificat, cu câteva indicatori în locul mâinilor. Similar ultimei serii ED și celorlalte modele, hayonul nu mai prezintă canelură estetică sub încuietoarea portbagajului, iar farurile față au înconjur plastic negru în loc de cromat în jurul parabolei.
Opțiunile disponibile contra cost pe modelul ED:
- Geamuri temperate + geamuri spate care se deschid + ceas digital.
- Geamuri electrice.
- Oglindă exterioară dreaptă.
- Închidere centralizată.
- Nivelare faruri + faruri cu halogen.
- Pregătire pentru radio auto.
- Radio cu panou frontal detașabil.
- Scaun spate divizat.
- Vopsea metalizată.
- Acoperiș cu deschidere manuală.

## Sporting, varianta de top

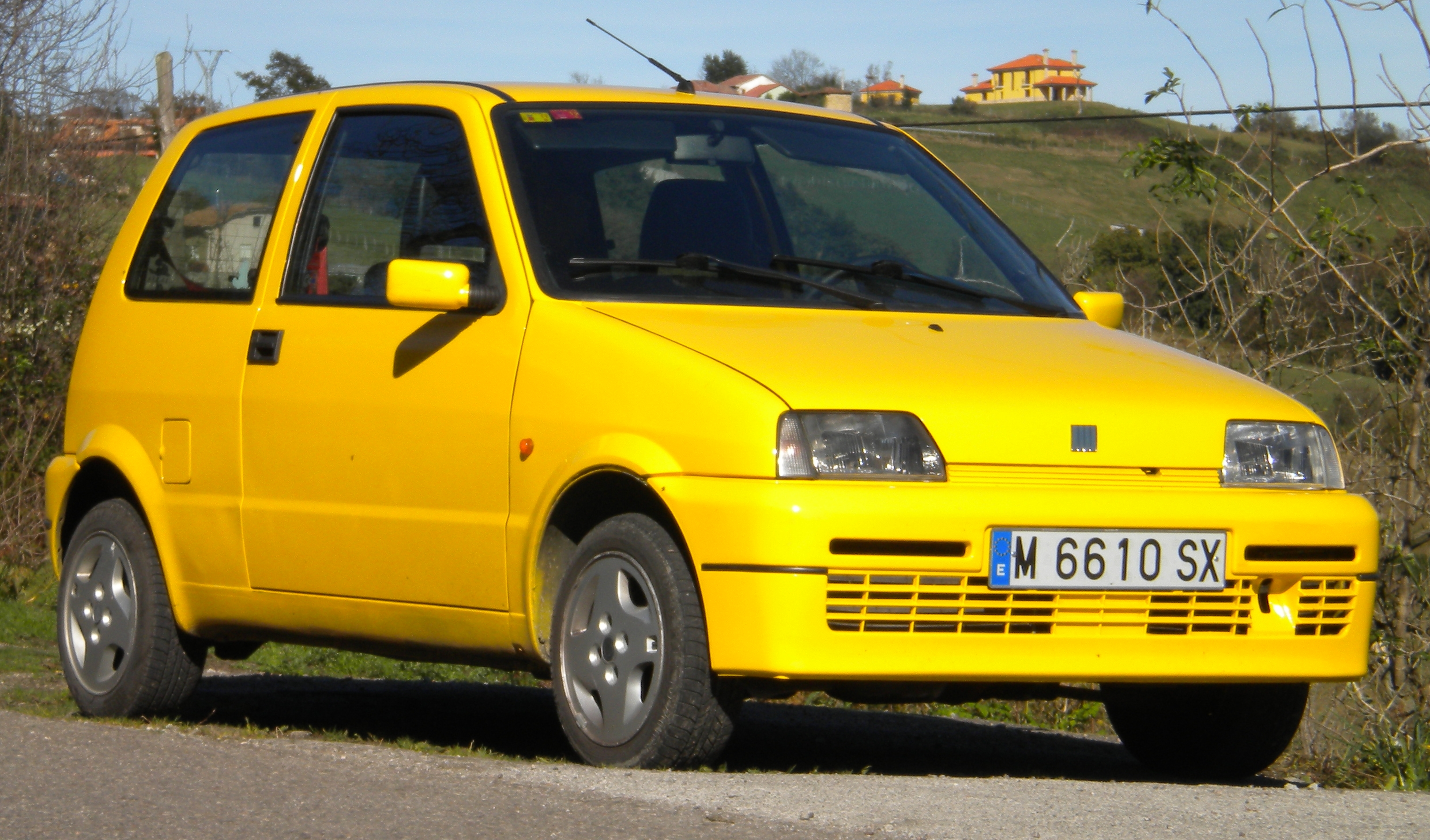
Vedere frontală a modelului Cinquecento Sporting

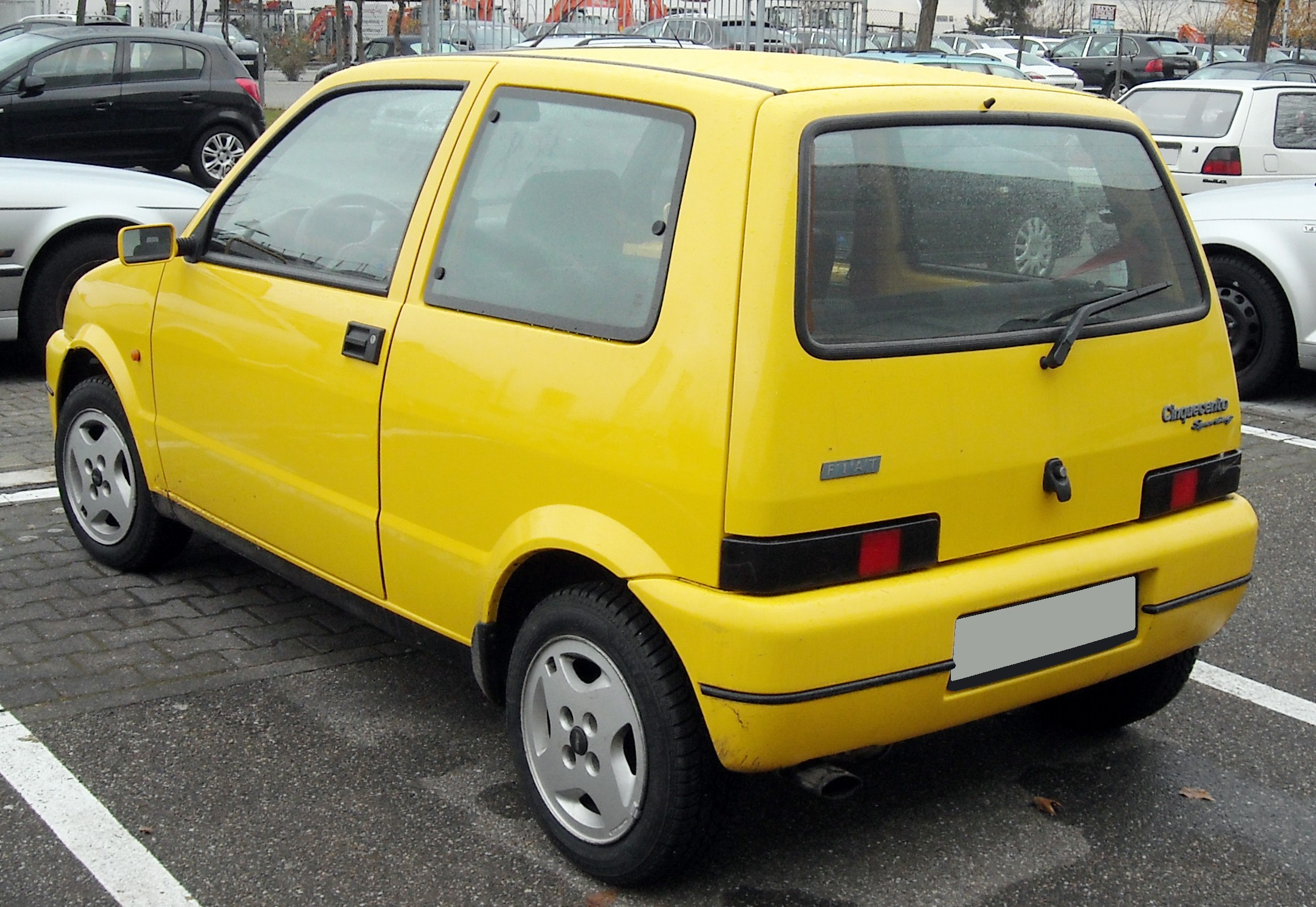
Vedere posterioară a modelului Cinquecento Sporting

Spre sfârșitul anului 1994, a fost prezentat modelul Cinquecento Sporting, care s-a poziționat în vârful gamei și a fost imediat apreciat pentru aspectul său tineresc, distractiv și sportiv, menținându-și în același timp dimensiunile reduse caracteristice unei mașini mici. Începând din 1994, anul lansării sale pe piață, a fost înființat și Trofeo Cinquecento Sporting, un campionat internațional de raliuri dedicat exclusiv acestui model, care a contribuit la lansarea pe scena sportivă a unui număr semnificativ de piloți de raliu promițători.

### Motor
Sporting este echipată cu celebrul motor FIRE, având o cilindree de 1108 cm³ (codul motorului 176 B2.000). Acesta oferă o putere maximă de 54 CP la 5500 rpm și un cuplu maxim de 80 Nm la 3250 rpm. Viteza maximă atinsă este de aproximativ 158 km/h. Unitatea motor-transmisie a fost preluată și adaptată din modelul Fiat Punto 55, pentru a se potrivi dimensiunilor reduse ale mașinii Cinquecento Sporting, cu mici modificări la cutia de viteze și la carcasă de distribuție.
Motorul, conform standardelor Euro 2, este un motor cu 4 cilindri în linie, răcit cu apă, având arborele cu came în cap și două supape pe cilindru. Sistemul de injecție este complet electronic, fiind asigurat de un singur injector (SPI, cunoscut și ca „Single Point Injection”), ceea ce conferă o construcție simplă și o întreținere redusă. Acest sistem de injecție asigură o distribuție uniformă a combustibilului, similar cu un sistem de alimentare cu patru injectoare. Aceeași motorizare va fi ulterior echipată cu injecție „Multi Point” pe modelul Fiat Seicento Sporting din seria a doua.
Șasiul mașinii nu a suferit modificări semnificative, cu excepția unei bare antiruliu mai mari, care asigură o stabilitate crescută în timpul condusului.

### Cutia de viteze
Cutia de viteze utilizată în modelul Cinquecento Sporting este o cutie de viteze cu 5 trepte, cu un mecanism de retrogradare push-pull (tip C.514.5.10). Aceasta diferă de cutia de viteze cu 5 trepte utilizată la motoarele de 903 cm³ și 899 cm³.
Rapoartele de transmisie pentru cutia de viteze sunt următoarele:
- Prima treaptă de viteză: 3,909
- A doua treaptă de viteză: 2,158
- A treia treaptă de viteză: 1,480
- A patra treaptă de viteză: 1,121
- A cincea treaptă de viteză: 0,829
- Marșarier: 3,818

### Aspectul estetic, interior, accesorii și opțiuni

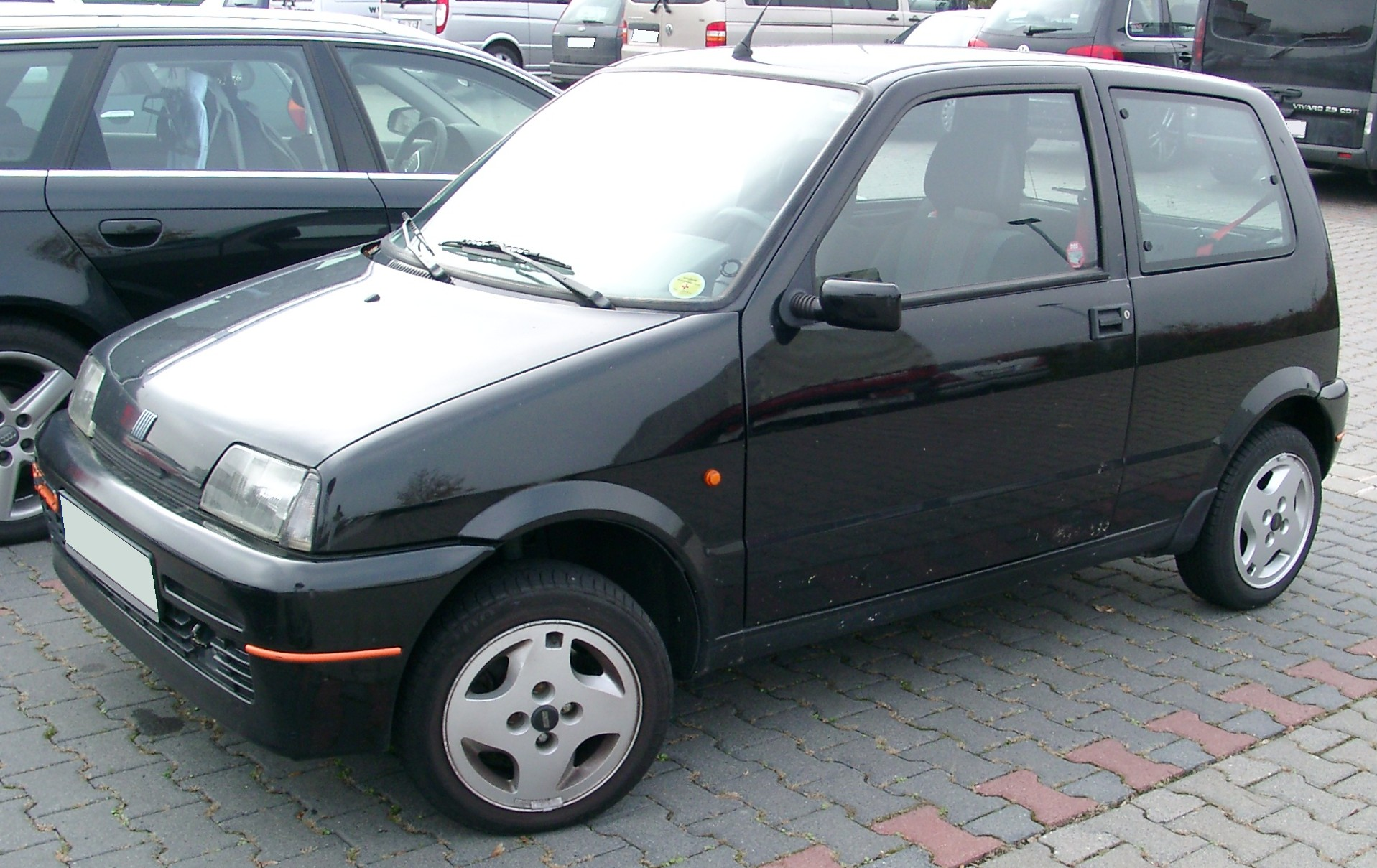
Un Cinquecento Sporting în culoarea „negru 601”

Versiunea Sporting se remarcă prin mici detalii exterioare care nu sunt prezente pe celelalte variante standard. Bara de protecție și oglinzile retrovizoare sunt vopsite în culoarea caroseriei, iar profilele din plastic de pe pasajele roților din spate (eliminate ulterior pe toate versiunile începând cu 1994) sunt înlocuite. În special, barele de protecție sunt prevăzute cu mulaje de diferite culori, în ton cu caroseria, însă acestea sunt subțiri și nu oferă o absorbție eficientă a șocurilor. Pe bara de protecție față, fanta radiatorului prezintă un element decorativ sub forma unei rame negre.
Tabloul de bord al versiunii Sporting este dotat cu un set de instrumente îmbunătățit. Acestea includ un tahometru cu o scală completă la 8000 rpm, un vitezometru care indică până la 180 km/h, precum și indicatoare pentru nivelul de combustibil și temperatura motorului, plasate în partea dreaptă a tabloului de bord. Întreaga consolă este fabricată dintr-un plastic durabil, cu o textură solidă, fiind puțin mai bine asamblată decât în cazul versiunilor de bază și având o nuanță mai închisă. Buzunarele laterale montate pe uși și mânerele ușilor au, de asemenea, o nuanță mai închisă, fiind în ton cu scaunele. Scaunele oferă o susținere laterală mai bună, sunt mai conturate și mai învăluitoare, cu un design mai lung și mai lat. Schema de țesătură a scaunelor este denumită „Grey Fabric with Stripes 121”, unde dungile sunt roșii și galbene, cu inserții verzi. Tetierele scaunelor sunt preluate direct de la modelul Fiat Uno turbo din seria a doua. Centurile de siguranță, atât cele din față, cât și cele din spate, au o culoare roșie distinctivă, subliniind exclusivitatea modelului Sporting în comparație cu celelalte variante.
Pe consola centrală, se găsește butonul schimbătorului de viteze și volanul cu două spițe, acoperite cu piele neagră și cusături negre (disponibile și în versiunea cu airbaguri). 
În partea din spate, pe laterale, sunt amplasate buzunare din plastic dur, fixate pe carcasă. Acestea au fost izolate fonic de către producător și au fost realizate într-o culoare asortată cu interiorul. Buzunarul din partea dreaptă este echipat și cu o scrumieră detașabilă, o opțiune disponibilă exclusiv pentru versiunea Sporting. De asemenea, atrage atenția țeava de eșapament, sudată la amortizor, care are o formă ovală și poate fi achiziționată fie în variantă brunită (negru mat), fie în variantă cromată lucioasă.
Deși versiunea Sporting reprezenta vârful de gamă, existau opțiuni și accesorii suplimentare disponibile pentru achiziționare de la Linea Accessori Fiat. Acestea includ kituri cosmetice, cum ar fi cel oferit de Abarth, huse de protecție pentru scaune, gadgeturi și multe altele.
Opțiunile disponibile începând cu anul 1994:
- Aer condiționat (crește greutatea vehiculului la 750 kg).
- Bare de protecție pentru uși (disponibile doar pentru prima serie).
- Corector de nivelare a farurilor.
- Radio cu placă frontală detașabilă.
- Scaun spate divizat (opțiune rară).
- Vopsea metalizată.
- Acoperiș solar din sticlă.
- Alarmă electronică (opțiune rară de la marca Fiat).

În plus, existau două alte opțiuni: un spoiler spate în culoarea caroseriei (echipat cu un al treilea stop luminos începând cu 1997, pentru a respecta noile reglementări de circulație) și buzunare suplimentare de 16,5 cm în față, special destinate amplasării sistemelor audio. Multe alte accesorii erau disponibile de la dealeri sau de la alte companii externe, care în prezent fie nu mai sunt pe piață, fie sunt foarte rare.

### Anvelope, jante, arcuri și amortizoare
Cinquecento Sporting a fost configurat pentru a evidenția calitățile motorului. Suspensia este ajustată, cu arcuri mai scurte cu aproximativ 2 cm față de versiunile standard, pentru a coborî centrul de greutate al mașinii. Amortizoarele din față rămân aceleași ca la toate versiunile, în timp ce cele din spate sunt mai rigide decât cele standard.
În ceea ce privește jantele, acestea sunt similare cu cele folosite pe seria a doua Uno Turbo, denumite de entuziaști „ventolini” datorită aspectului lor asemănător cu un ventilator în mișcare. Dimensiunea jantelor diferențiază, iar pe Cinquecento Sporting se montează jante mai mari decât cele standard. În mod obișnuit era utilizat un set de anvelope Pirelli, cu dimensiunea 165/55/R13. Aceste anvelope sunt acum rare și costisitoare. Ca alternativă, pot fi montate anvelopele mai comune și mai accesibile de dimensiune 155/65/R13 73T, care încă sunt produse în prezent. O roată de rezervă cu dimensiunea 145/70 R13 era furnizată odată cu mașina.
Din punct de vedere tehnic, Cinquecento Sporting utilizează o schemă clasică și bine testată, având suspensie McPherson în față și suspensie independentă în spate. Sistemul de frânare este de tip mixt, cu utilizarea asistenței de vid.

### Diferențe între prima (1994-1995) și a doua versiune (1995-1998)
Pe prima versiune a modelului Sporting, luminile din spate nu sunt „fumurii”, ci sunt preluate direct de la prima versiune a modelului Cinquecento. Acestea au indicatoare de direcție portocalii și lumină de marșarier albă. Canelura estetică de sub încuietoarea portbagajului dispare și de pe hayon. În ceea ce privește gama de culori, aceasta s-a schimbat în perioada 1994-1996.
În perioada 1994-1995, gama de culori a fost următoarea:
Culori pastelate:
- 189 Sporting Red
- 258 Galben mătură (cea mai populară și răspândită)
- 601 Negru (foarte rar)

Culori metalice:
- Trend Grey

Odată cu actualizarea din 1997, gama de culori a fost extinsă cu două opțiuni noi: Blu Imola, un albastru metalizat, și Rosso Starter.

## Motorizare
| Model | Producție | Alimentare | Cilindrata cm³ | Putere max    | Coplu max                | Accelerație 0–100 km/h (secunde) | Viteză max | Greutate     |
| 0.7   | 1991–1996 | Benzină    | 704            | 22 kW (30 CV) | 47 N·m a 2750 g/min      | 30,0                             | 130 km/h   | 745 kg       |
| 0.9   | 1992      | Benzină    | 903            | 30 kW (41 CV) | 65 N·m a 3000 g/min      | 18,0                             | 140 km/h   | 780 kg       |
| 0.9i  | 1992-1993 | Benzină    | 903            | 30 kW (41 CV) | 65 N·m a 3000 g/min      | 18,0                             | 140 km/h   | 780 kg       |
| 0.9i  | 1993–1998 | Benzină    | 899            | 29 kW (39 CV) | 65 N·m a 2500 g/min      | 18,0                             | 140 km/h   | 780 kg       |
| 1.1i  | 1994–1998 | Benzină    | 1108           | 40 kW (54 CV) | 80 ~ 86 N·m a 3250 g/min | 13,8                             | 150 km/h   | 805 ~ 810 kg |

## Versiuni speciale

### Scioneri
Versiunea modificată a modelului Cinquecento, cu motor de 903 cm³, a fost produsă într-o serie foarte limitată în 1993. Această serie a fost supusă modificărilor estetice de către faimosul carosier Scioneri, cu sediul în Piemont. Exterioarele mașinii au primit o bandă colorată dublă foarte subțire, care înconjoară întreaga caroserie. Insigna Scioneri a fost amplasată pe hayon și pe partea șoferului. De asemenea, s-au folosit jante din aliaj lustruit, care sunt extrem de rare în prezent.
În interior, tapițeria a fost revizuită. Scaunele au fost acoperite cu alcantara albastră și au fost prevăzute cu tetiere complete. Panourile ușilor au fost, de asemenea, echipate cu aceeași țesătură. Un element specific al acestei versiuni este volanul din piele cu trei spițe, fabricat de Nardi. Această versiune a modelului Cinquecento este extrem de rară și reprezintă o piesă de colecție.

### Giannini
În 1993, producătorul auto Giannini a lansat o ediție limitată a modelului Cinquecento cu motor de 903 cm³. Această versiune personalizată prezenta modificări distincte atât la exterior, cât și la interior.
La exterior, mașina se remarca prin bare de protecție asortate și jante distinctive din aliaj cu trei spițe. La interior, tapițeria a fost revizuită pentru a reflecta identitatea Giannini. Scaunele erau de culoare maro, asortate cu covorul, și erau cusute cu emblematicul "G" al producătorului auto. De asemenea, capacul central al tabloului de bord a fost acoperit cu un material care imita lemnul, conferind un aspect elegant și distinct. Volanul, cu patru spițe, era, de asemenea, confecționat din lemn, completând designul interior rafinat.

### Soleil
Cinquecento Soleil a fost o variantă comercializată între aprilie 1996 și decembrie 1998. Acest model se remarcă prin prezența unui acoperiș panoramic din pânză, care poate fi deschis și închis prin intermediul unei comenzi electrice. În plus, opțiunea de airbag-uri era disponibilă, aducând un nivel suplimentar de siguranță.
Interiorul Cinquecento Soleil a fost special conceput, beneficiind de o gamă variată de culori pentru a oferi un aspect distinctiv. Acest model era disponibil în patru culori diferite, permițând clienților să-și aleagă opțiunea preferată.
Performanțele și consumul de combustibil ale Cinquecento Soleil erau similare cu cele ale versiunii clasice cu motor de 899 cm³. În ceea ce privește dotările opționale, Cinquecento Soleil împărtășea aceleași opțiuni ca și varianta Cinquecento SX. 

### Trofeo

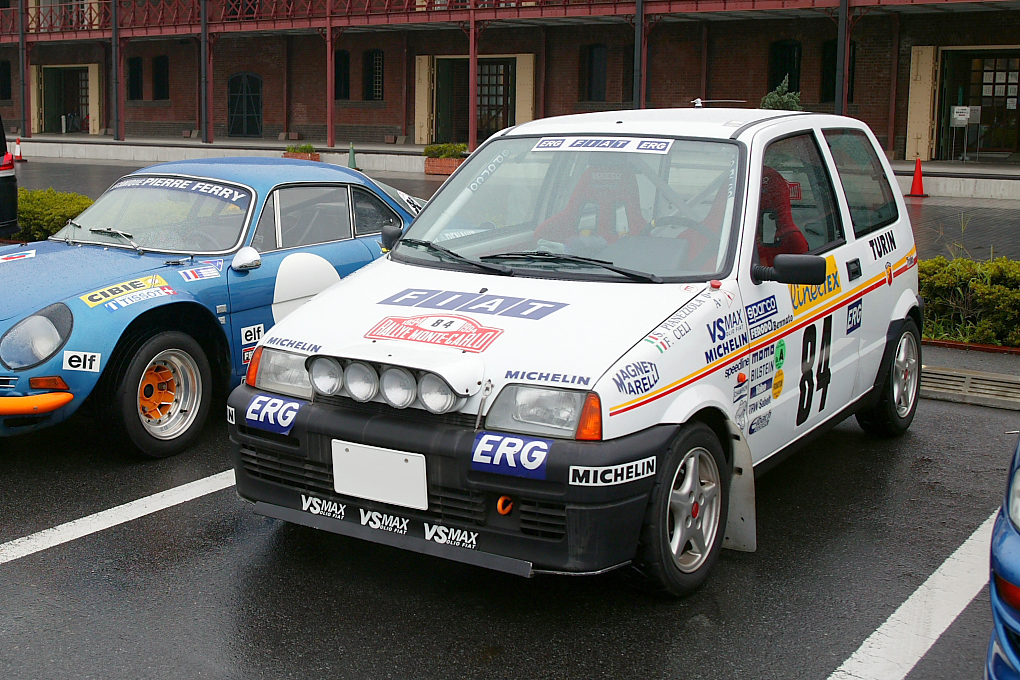
Un Cinquecento Trofeo în Raliul Monte Carlo din 1994.

Cinquecento Trofeo a fost un model sportiv creat în anul 1993, recunoscut pe plan internațional sub denumirile de Cinquecento Trophy sau Cinquecento Rally. Datorită succeselor obținute în competiții, acesta a câștigat o recunoaștere semnificativă, ceea ce a dus la înființarea unui campionat italian monomarcă denumit „Trofeo Cinquecento”.
Versiunea Trofeo nu a fost destinată utilizării pe drumurile publice, fiind concepută pentru competiții și evenimente sportive. Modelul se baza pe o versiune standard de 903 cm³, care putea fi achiziționată de la dealerii Fiat împreună cu kitul oficial Fiat/Abarth. 
Șoferii calificați puteau utiliza versiunea Trofeo în competiții, inclusiv în celebrul Raliu Monte Carlo. 